# Coremiocnemis hoggi
Coremiocnemis hoggi là một loài nhện trong họ Theraphosidae.
Loài này thuộc chi Coremiocnemis. Coremiocnemis hoggi được miêu tả năm 2010 bởi West en Nunn.